# 亚瑟·卢卡斯
亚瑟·卢卡斯（英語：Arthur Lucas，1907年12月18日—1962年12月11日），来自美国喬治亞州，于1962年12月11日以谋杀之罪名伏诛，是加拿大最后一批被执行死刑的两人之一。他被指控于多伦多謀殺了一位来自于底特律的警察线人。
卢卡斯及其狱友罗纳德·特尔宾的绞刑于多伦多的Don监狱执行。该刑罚是在加拿大联邦后时期使用的唯一一种民事死刑形式，但在军队中，雇佣行刑队来执行死刑的方法更为常见。1976年，加拿大刑法典取消对谋杀判决死刑，但1998年之前仍可根据国防法案判决死刑。当两人被告知他们很可能是加拿大最后一批被绞死的人时，卢卡斯表示“这也是一种安慰”。
1986年，目睹了两人的绞刑现场的牧师西里尔·埃弗里特（Cyrill Everitt）透露，卢卡斯的头“差点被扯下来”，只因刽子手估错了他的体重。